# Mark de Jonge
Mark de Jonge (ur. 15 lutego 1984 w Calgary) – kanadyjski kajakarz. Brązowy medalista olimpijski z Londynu.
Zawody w 2012 były jego pierwszymi igrzyskami i odniósł największy sukces w karierze zajmując trzecie miejsce w rywalizacji jedynek na dystansie 200 metrów. Był medalistą igrzysk panamerykańskich i wielokrotnym mistrzem Kanady na różnych dystansach.

## Osiągnięcia
| Rok  | Impreza                           | Miejsce        | Konkurencja     | Lokata     | Wynik  |
| ---- | --------------------------------- | -------------- | --------------- | ---------- | ------ |
| 2003 | Igrzyska panamerykańskie          | Santo Domingo  | K-1 500 metrów  | 3. miejsce |        |
| 2007 | Igrzyska panamerykańskie          | Rio de Janeiro | K-4 1000 metrów | 2. miejsce |        |
| 2012 | Letnie igrzyska olimpijskie       | Londyn         | K-1 200 metrów  | 3. miejsce | 36,657 |
| 2013 | Mistrzostwa świata w kajakarstwie | Duisburg       | K-1 200 metrów  | 2. miejsce | 34,67  |
| 2014 | Mistrzostwa świata w kajakarstwie | Moskwa         | K-1 200 metrów  | 1. miejsce | 33,96  |
| 2015 | Mistrzostwa świata w kajakarstwie | Mediolan       | K-1 200 metrów  | 1. miejsce | 34,80  |
| 2015 | Igrzyska panamerykańskie          | Toronto        | K-1 200 metrów  | 1. miejsce |        |
| 2015 | Igrzyska panamerykańskie          | Toronto        | K-2 200 metrów  | 3. miejsce |        |